# 崔志浩
崔志浩（韓語：최지호，1980年11月9日—），韓國男演員。

## 演出作品

### 電視劇
- 2007年：tvN《沒禮貌的英愛小姐1》飾演 智浩
- 2007年：MBC《狗和狼的時間》飾演 池羅夫
- 2014年：KBS《感激時代：鬪神的誕生》飾演 阿賀
- 2014年：tvN《花樣爺爺搜查隊》飾演 姜素莉的經紀人(EP6)
- 2015年：MBC《偉大的糟糠之妻》飾演 查爾斯·鄭
- 2022年：tvN《還魂》飾演 吉周
- 2025年：Netflix《無赦之仇》飾演 安泰煥

### 電影
- 2008年：《西洋骨董洋菓子店》飾演 南守榮
- 2010年：《麻煩終結者》飾演 王恩宰
- 2010年：《尋找完美先生》飾演 足球員金鐘旭
- 2013年：《神汉流氓》飾演 王大植
- 2015年：《突然變異》飾演 會長秘書
- 2017年：《兄弟》飾演 派遣警察（友情出演）
- 2019年：《吾王長存：木浦英雄》飾演 春澤
- 2023年：《12.12：首爾之春》飾演 趙志浩

### 音樂劇
- 2017-2021：《那些日子》

### MV
- 2008年：鄭在炯《Running》
- 2009年：Fly To The Sky《Confinement》

## 外部連結
- NAVER （页面存档备份，存于）